# Музей Пратта
Музей Пратта (англ. Pratt Museum) — региональный музей естественной истории, расположенный в Хомере, штат Аляска. В собрании представлены экспонаты об истории, науке и культуре побережья залива Качемак. Экспозиция включает обстановку усадеб ранних поселенцев, предметы культуры коренного населения, современное искусство аборигенов и экспонаты биосферы побережья залива Качемак.
В 1965 году музей был учреждён Обществом естественной истории города Хомер . Основу собрания составила коллекция местного художника Сэма Пратта. Официально музей был учрежден в 1968 году. Супруги Пратт пожертвовали землю, на которой построили здание. Первым добровольным куратором музея стал его основатель Сэм Пратт.
Экспозиция главной галереи называется «Залив Качемак: местные жители и природа». В ней представлены предметы ранней и современной культуры побережья залива Качемак. Экспонаты относятся к культуре коренного населения 1930—1940-х годов, к традиционным промыслам, которые практикуются в районе залива Качемак.
Одной из главных достопримечательностей является живая экспозиция местной природы, которая включает морских птиц, таких как тупики, бакланы и кайры на острове Галл в заливе Качемак. Прямая трансляция на экране в музее ведётся в летнее время через камеры на острове. Трансляцией руководят посетители музея. Её также можно наблюдать в режиме онлайн в интернете.
В музее также проводится ряд интерактивных мероприятий, от кормления рыб по вторникам и пятницам до экскурсий по гавани на Хомерской косе по пятницам и субботам в летние месяцы.  Совет директоров музея поддержал создание нового здания и начал его строительство в 2010 году.